# Oshun Farra
Gli Oshun Farra sono una struttura geologica della superficie di Venere o una serie di tali strutture, forse di origine vulcanica. Sono elevazioni del terreno in forma di pane tondeggiante.
Il nome farra (plurale del latino farrum, "focaccia") deriva appunto dalla loro forma che può ricordare delle frittelle o, meglio, i pancake americani. Oshun è invece il nome di un'importante divinità femminile della mitologia yoruba (Nigeria), "protettrice" dei fiumi, della salute e dell'amore (fertilità e parto). Nel sincretismo afroamericano è talora chiamata la "Venere africana", ma è spesso assimilata anche alla Madonna. Di conseguenza, gli Oshun farra letteralmente sarebbero "le focacce/frittelle della dea Oshun".